# ヴィクトール・アダム
ヴィクトール・アダム（Victor Adam）として知られるジャン・ヴィクトール・ヴァンサン・アダム（Jean Victor Vincent Adam、1801年1月28日 - 1866年12月30日）は、フランスの画家、版画家である。歴史的な出来事を題材にした多くの版画を制作した。

## 略歴
パリで版画家のジャン・アダム（Jean Cantien Adam）の息子に生まれた。1814年に13歳でパリ国立高等美術学校に入学した。画家のシャルル・メニエやジャン＝バプティスト・ルニョーの工房で学んだ。18歳の時、パリのサロンに16世紀末のアンリ4世を題材にした作品を出展し注目され、その後、フランス革命期やナポレオン戦争などのフランスの歴史を題材としたが、同じように軍時的な題材を描いた同時代のニコラ＝トゥサン・シャルレ（1792-1845）やイポリット・ベランジェ（1800- 866）といった画家に評価は及ばなかったとされる。アダムの歴史を題材にした絵画の多くが、版画によって出版された。その後、多くのリソグラフィー技法による版画制作を専門にした。アダムの版画集には「パリの散歩道（Promenades dans Paris）」や「パリ近郊の祭り（Fetes des environs de Paris）」や家畜の版画などがあり、パリのフランス国立図書館に収蔵されている。20点以上の様々な出版物の挿絵も描いた。
1820年代にリールやパリ、ドゥエーの展覧会で入賞した。
1866年にパリで没した。

## 作品

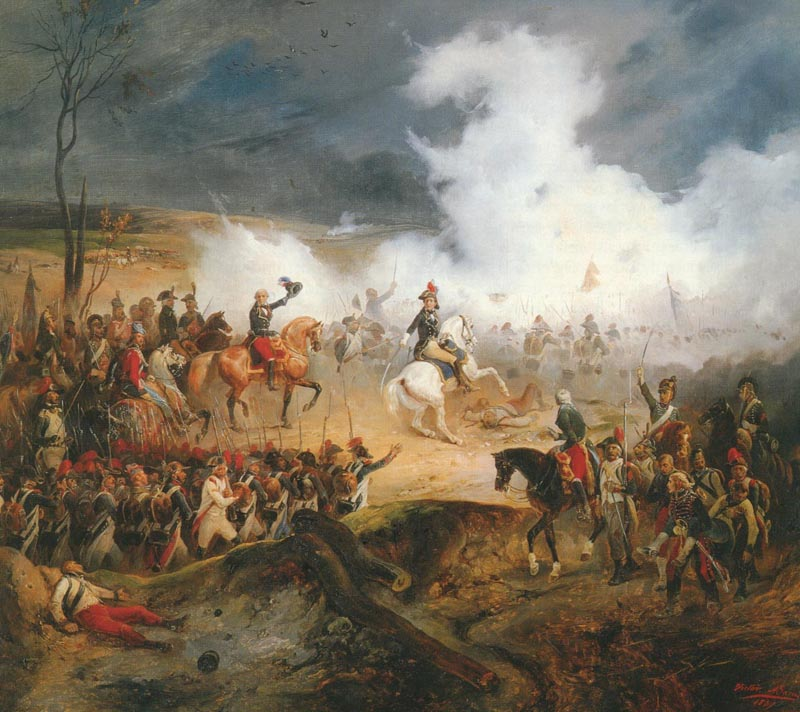
1792年のヴァルー（Varoux）の戦い(1837)
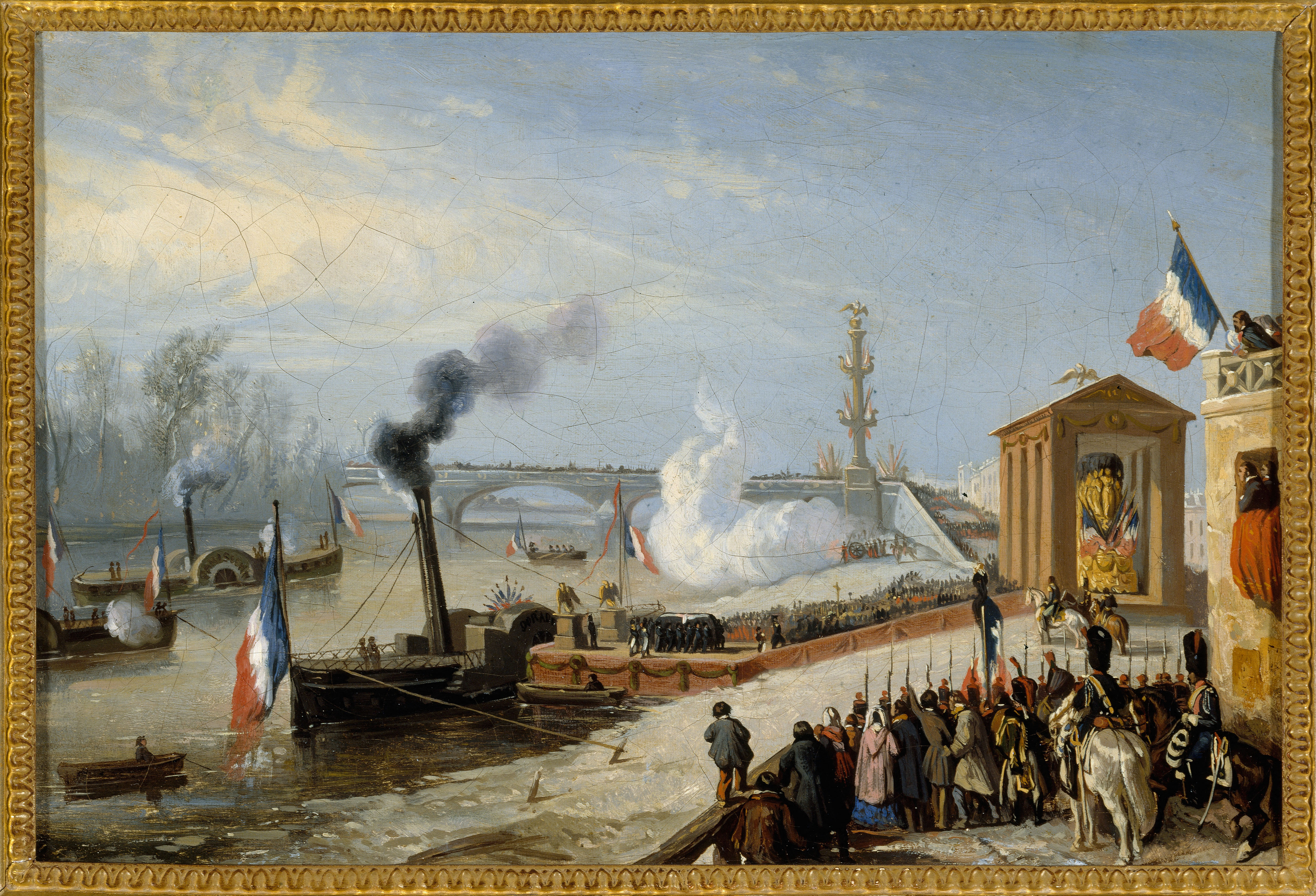
クールブヴォワでのナポレオン1世の遺灰の陸揚げ(1840)
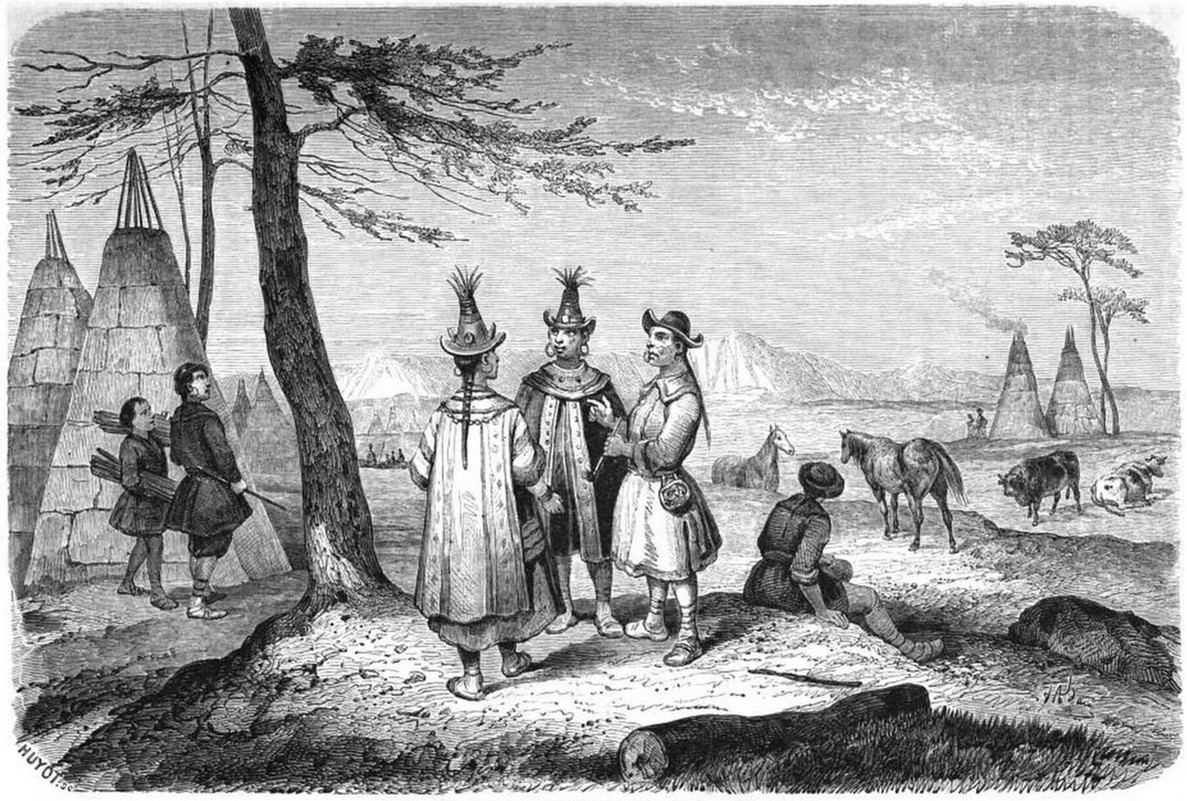
ル・トゥール・デュ・モンドの挿絵、ヤクート人の村

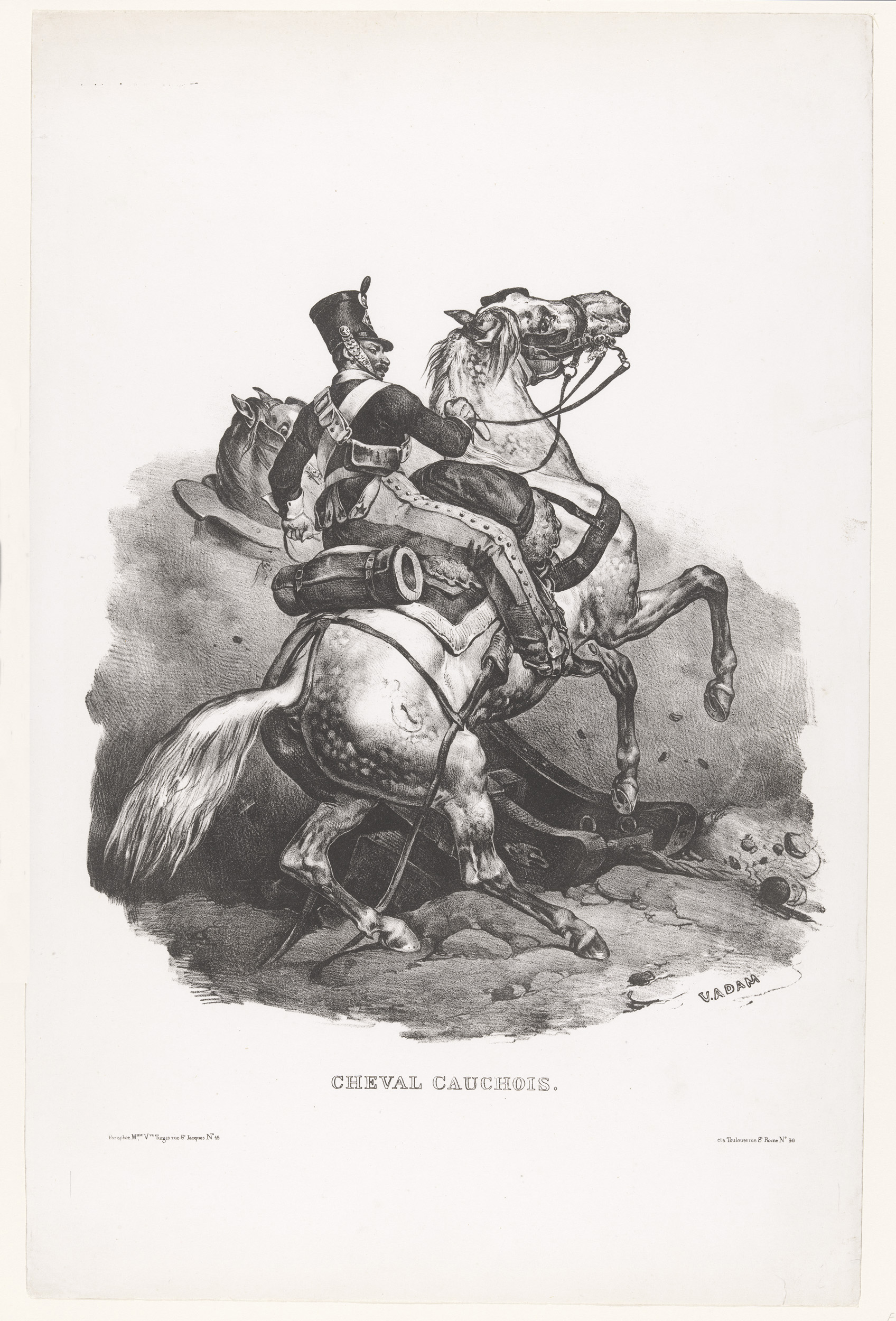
馬に乗るフランス兵士
スイスの伝統衣装
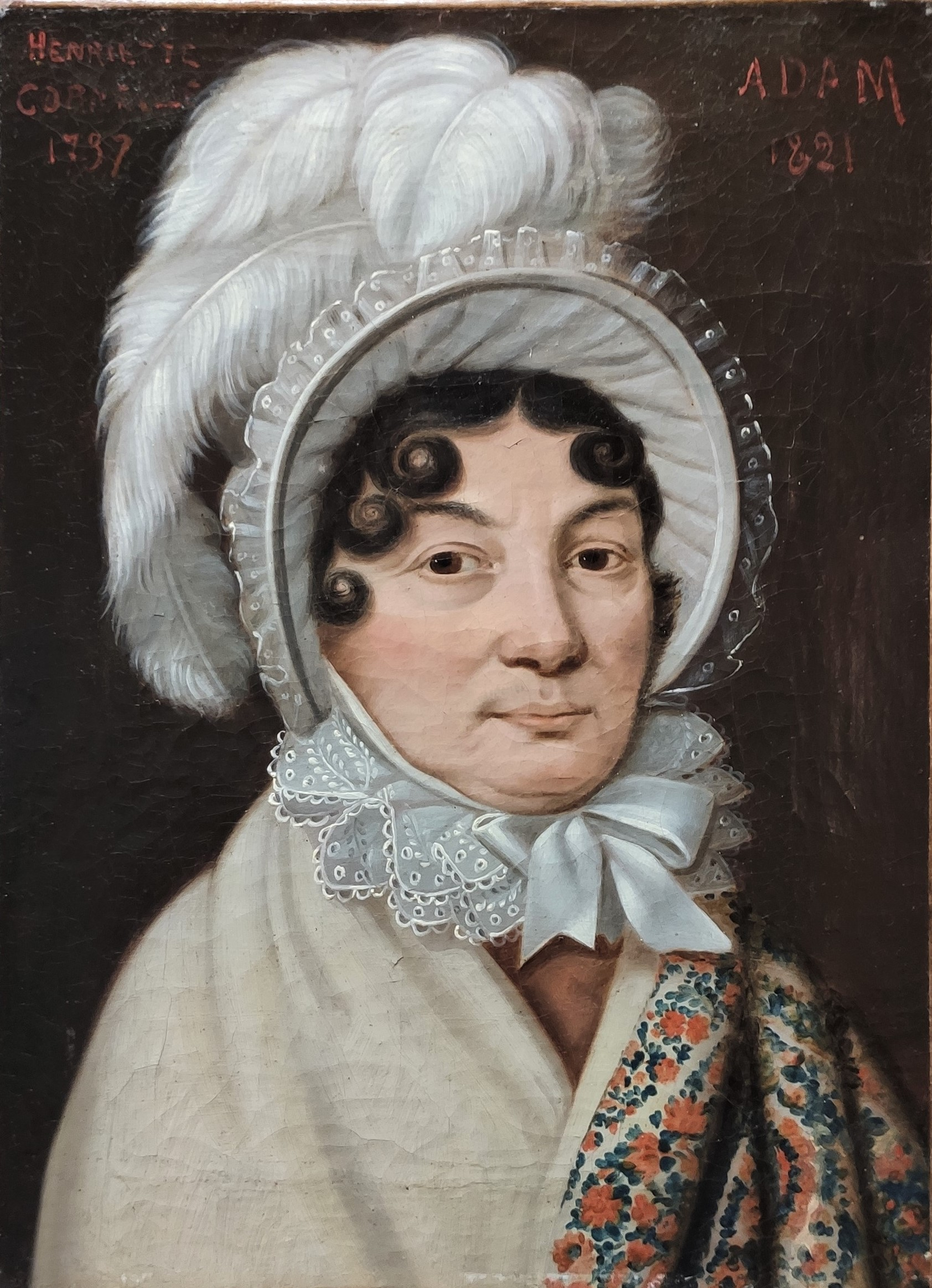
肖像画
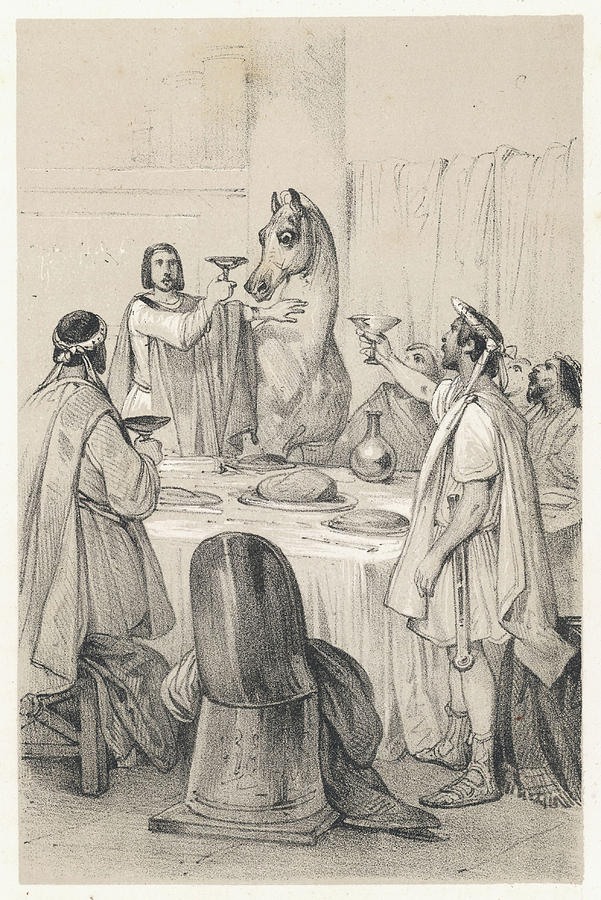
カリグラと愛馬インキタトゥス